# Petr Málek
Petr Málek (Moravský Krumlov, 1961. november 26. – Kuvaitváros, Kuvait, 2019. november 30.) olimpiai ezüstérmes cseh sportlövő.

## Pályafutása
A Kometa Brno versenyzője volt. Részt vett az 1988-os szöuli olimpián, ahol a huszadik helyen fejezte be a versenyt. A 2000-es sydney-i olimpián ezüstérmet szerzett skeet versenyszámban.

## Sikerei, díjai
- Olimpiai játékok – skeet
  - ezüstérmes: 2000, Sydney